# Vânătorii Mari
Vânătorii Mari – wieś w Rumunii, w okręgu Giurgiu, w gminie Vânătorii Mici. W 2011 roku liczyła 1225 mieszkańców.